# 2009-es jégkorong-világbajnokság (játékoskeretek)
Ez a lista a 2009-es IIHF jégkorong-világbajnokság játékoskereteit tartalmazza.

## A csoport

### Fehéroroszország[1]
- Szövetségi kapitány:  Glen Hanlon

| Poszt  | Mez | Név                     | Klub                     |
| ------ | --- | ----------------------- | ------------------------ |
| Kapus  | 1   | Vital Koval             | HK Dinamo Minszk         |
| Kapus  | 31  | Andrej Mezin            | Metallurg Magnyitogorszk |
| Kapus  | 35  | Ihar Brikun             | HK Gomel                 |
| Hátvéd | 3   | Ivan Uszenka            | HK Gomel                 |
| Hátvéd | 4   | Aljakszandar Makricki   | HK Dinamo Minszk         |
| Hátvéd | 5   | Aljakszandar Radzinszki | Junoszty Minsk           |
| Hátvéd | 7   | Uladzimer Dzjaniszav    | Hartford Wolf Pack       |
| Hátvéd | 24  | Ruszlan Szalej (A)      | Colorado Avalanche       |
| Hátvéd | 29  | Andrej Basko            | Metallurg Zslobin        |
| Hátvéd | 43  | Viktar Kaszcjucsonak    | Junoszty Minszk          |
| Hátvéd | 85  | Andrej Antonav          | HK Dinamo Minszk         |
| Csatár | 8   | Andrej Mihaljov         | HK Dinamo Minszk         |
| Csatár | 10  | Aleh Antonyenka (A)     | MVD Balasiha             |
| Csatár | 11  | Aljakszandar Kulakov    | HK Dinamo Minszk         |
| Csatár | 15  | Javhen Kavirsin         | HK Keramin Minszk        |
| Csatár | 16  | Mihail Styefanavics     | Québec Remparts          |
| Csatár | 18  | Aljakszej Uharav        | MVD Balasiha             |
| Csatár | 19  | Dzmitrij Mjaleska       | HK Dinamo Minszk         |
| Csatár | 23  | Andrej Sztasz           | HK Dinamo Minszk         |
| Csatár | 28  | Kansztancin Kalcov (C)  | Szalavat Julajev Ufa     |
| Csatár | 59  | Szjarhej Dzjamahin      | HK Dinamo Minszk         |
| Csatár | 68  | Jaraszlav Csuprisz      | HK Dinamo Minszk         |
| Csatár | 71  | Aljakszej Kaljuzsni     | HK Dinamo Moszkva        |
| Csatár | 84  | Mihail Hrabovszki       | Toronto Maple Leafs      |
| Csatár | 89  | Dzmitrij Korabav        | Toronto Maple Leafs      |

### Kanada[2]
- Szövetségi kapitány :  Lindy Ruff

| Poszt  | Mez | Név                 | Klub                   |
| ------ | --- | ------------------- | ---------------------- |
| Kapus  | 30  | Dwayne Roloson      | Edmonton Oilers        |
| Kapus  | 37  | Josh Harding        | Minnesota Wild         |
| Kapus  | 50  | Chris Mason         | St. Louis Blues        |
| Hátvéd | 2   | Dan Hamhuis         | Nashville Predators    |
| Hátvéd | 3   | Drew Doughty        | Los Angeles Kings      |
| Hátvéd | 4   | Chris Phillips      | Ottawa Senators        |
| Hátvéd | 5   | Luke Schenn         | Toronto Maple Leafs    |
| Hátvéd | 6   | Shea Weber (A)      | Nashville Predators    |
| Hátvéd | 7   | Ian White           | Toronto Maple Leafs    |
| Hátvéd | 29  | Joel Kwiatkowski    | Szeversztal Cserepovec |
| Hátvéd | 44  | Marc-Edouard Vlasic | San Jose Sharks        |
| Hátvéd | 55  | Braydon Coburn      | Philadelphia Flyers    |
| Csatár | 8   | Scottie Upshall     | Phoenix Coyotes        |
| Csatár | 9   | Derek Roy           | Buffalo Sabres         |
| Csatár | 10  | Shawn Horcoff       | Edmonton Oilers        |
| Csatár | 12  | Mike Fisher         | Ottawa Senators        |
| Csatár | 15  | Dany Heatley (A)    | Ottawa Senators        |
| Csatár | 16  | Travis Zajac        | New Jersey Devils      |
| Csatár | 17  | Steven Stamkos      | Tampa Bay Lightning    |
| Csatár | 18  | Matthew Lombardi    | Phoenix Coyotes        |
| Csatár | 19  | Shane Doan (C)      | Phoenix Coyotes        |
| Csatár | 20  | Colby Armstrong     | Atlanta Thrashers      |
| Csatár | 26  | Martin St. Louis    | Tampa Bay Lightning    |
| Csatár | 28  | James Neal          | Dallas Stars           |
| Csatár | 91  | Jason Spezza        | Ottawa Senators        |

### Magyarország[3]
- Szövetségi kapitány :  Pat Cortina

| Poszt  | Mez | Név                 | Klub                       |
| ------ | --- | ------------------- | -------------------------- |
| Kapus  | 1   | Budai Krisztián     | MHK Kežmarok               |
| Kapus  | 29  | Hetényi Zoltán      | Alba Volán SC              |
| Kapus  | 31  | Szuper Levente      | Alba Volán SC              |
| Hátvéd | 4   | Horváth András      | Alba Volán SC              |
| Hátvéd | 5   | Szélig Viktor (A)   | Briançon Alpes Provence HC |
| Hátvéd | 6   | Tokaji Viktor       | Alba Volán SC              |
| Hátvéd | 14  | Ondrejcik Rastislav | Alba Volán SC              |
| Hátvéd | 25  | Kangyal Balázs (C)  | NZ-Budapest Stars          |
| Hátvéd | 33  | Svasznek Bence      | NZ-Budapest Stars          |
| Hátvéd | 43  | Sille Tamás         | NZ-Budapest Stars          |
| Hátvéd | 63  | Ennaffati Omar      | Diables Noirs de Tours     |
| Csatár | 2   | Csaba Kovács        | Alba Volán SC              |
| Csatár | 9   | Benk András         | Alba Volán SC              |
| Csatár | 11  | Ladányi Balázs (A)  | Briançon Alpes Provence HC |
| Csatár | 13  | Jánosi Csaba        | Ferencváros                |
| Csatár | 15  | Majoross Gergely    | NZ-Budapest Stars          |
| Csatár | 16  | Kóger Dániel        | EC Red Bull Salzburg       |
| Csatár | 21  | Vas János           | Brynäs IF                  |
| Csatár | 22  | Holéczy Roger       | NZ-Budapest Stars          |
| Csatár | 24  | Palkovics Krisztián | Alba Volán SC              |
| Csatár | 42  | Vas Márton          | Briançon Alpes Provence HC |
| Csatár | 77  | Peterdi Imre        | Dunaújvárosi Acélbikák     |
| Csatár | 78  | Vaszjunyin Artyom   | Alba Volán SC              |
| Csatár | 91  | Fekete Dániel       | Alba Volán SC              |
| Csatár | 98  | Nagy Gergő          | Alba Volán SC              |

### Szlovákia[4]
- Szövetségi kapitány:  Ján Filc

| Poszt  | Mez | Név                   | Klub                    |
| ------ | --- | --------------------- | ----------------------- |
| Kapus  | 25  | Ján Lašák             | HC Pardubice            |
| Kapus  | 31  | Rastislav Staňa       | Szeversztal Cserepovec  |
| Kapus  | 41  | Jaroslav Halák        | Montréal Canadiens      |
| Hátvéd | 6   | Peter Smrek           | HC Lasselsberger Plzeň  |
| Hátvéd | 7   | Ivan Baranka          | HC Szpartak Moszkva     |
| Hátvéd | 12  | Ivan Švarný           | HC Litvínov             |
| Hátvéd | 15  | Dominik Graňák        | Färjestads BK           |
| Hátvéd | 29  | René Vydarený         | HC České Budějovice     |
| Hátvéd | 43  | Jaroslav Obšut        | Luleå HF                |
| Hátvéd | 44  | Andrej Sekera         | Buffalo Sabres          |
| Hátvéd | 48  | Boris Valábik         | Atlanta Thrashers       |
| Csatár | 4   | Jiří Bicek            | EHC Biel                |
| Csatár | 10  | Milan Bartovič        | HC Bílí Tygři Liberec   |
| Csatár | 14  | Štefan Ružička        | HC Szpartak Moszkva     |
| Csatár | 17  | Michal Macho          | MHC Martin              |
| Csatár | 19  | Rastislav Pavlikovský | FK Szibir Novoszibirszk |
| Csatár | 20  | Juraj Štefanka        | HC Vítkovice            |
| Csatár | 23  | Ľuboš Bartečko (C)    | Luleå HF                |
| Csatár | 26  | Michal Handzuš (A)    | Los Angeles Kings       |
| Csatár | 27  | Ladislav Nagy (A)     | Szeversztal Cserepovec  |
| Csatár | 28  | Peter Ölvecký         | Minnesota Wild          |
| Csatár | 34  | Tomáš Surový          | Linköpings HC           |
| Csatár | 71  | Juraj Mikúš           | HK 36 Skalica           |
| Csatár | 81  | Marcel Hossa          | Dinamo Riga             |
| Csatár | 92  | Branko Radivojevič    | HC Szpartak Moszkva     |

## B csoport

### Franciaország[5]
- Szövetségi kapitány:  David Henderson

| Pos.   | No. | Player                   | Team                        |
| ------ | --- | ------------------------ | --------------------------- |
| Kapus  | 1   | Eddy Ferhi               | Brûleurs de loups           |
| Kapus  | 42  | Fabrice Lhenry           | EfB Ishockey                |
| Kapus  | 92  | Henri-Corentin Buysse    | Gothiques d'Amiens          |
| Hátvéd | 3   | Vincent Bachet (A)       | Gothiques d'Amiens          |
| Hátvéd | 16  | Benoît Quessandier       | Dauphins d'Épinal           |
| Hátvéd | 27  | Baptiste Amar (A)        | Brûleurs de loups           |
| Hátvéd | 29  | Mathieu Mille            | HC Morzine-Avoriaz          |
| Hátvéd | 38  | Thomas Roussel           | Gothiques d'Amiens          |
| Hátvéd | 44  | Antonin Manavian         | Brûleurs de loups           |
| Hátvéd | 71  | Kevin Igier              | Ducs d'Angers               |
| Hátvéd | 72  | Gary Lévêque             | Briançon Alpes Provence HC  |
| Csatár | 7   | Yorick Treille           | HC Vítkovice                |
| Csatár | 10  | Laurent Meunier (C)      | Fribourg-Gottéron           |
| Csatár | 11  | François Rozenthal       | HC Morzine-Avoriaz          |
| Csatár | 13  | Jonathan Zwikel          | HC Morzine-Avoriaz          |
| Csatár | 14  | Stéphane da Costa        | Sioux City Musketeers       |
| Csatár | 18  | Luc Tardif               | HC Morzine-Avoriaz          |
| Csatár | 20  | Damien Raux              | Briançon Alpes Provence HC  |
| Csatár | 21  | Cyril Papa               | Ours de Villard-de-Lans     |
| Csatár | 26  | Anthoine Lussier         | HC La Chaux-de-Fonds        |
| Csatár | 28  | Laurent Gras             | Hockey Club Morzine-Avoriaz |
| Csatár | 41  | Pierre-Édouard Bellemare | Skellefteå AIK              |
| Csatár | 77  | Sacha Treille            | Färjestads BK               |
| Csatár | 84  | Kevin Hecquefeuille      | Nybro Vikings               |
| Csatár | 86  | Damien Fleury            | Brûleurs de loups           |

### Németország[6]
- Szövetségi kapitány:  Uwe Krupp

| Poszt. | Mez | Név                 | Klub                        |
| ------ | --- | ------------------- | --------------------------- |
| Kapus  | 1   | Dimitrij Kotschnew  | HK Szpartak Moszkva         |
| Kapus  | 32  | Dimitri Pätzold     | Hannover Scorpions          |
| Kapus  | 44  | Dennis Endras       | Augsburger Panther          |
| Hátvéd | 6   | Sven Butenschön     | Adler Mannheim              |
| Hátvéd | 7   | Chris Schmidt       | Iserlohn Roosters           |
| Hátvéd | 8   | Sebastian Osterloh  | Frankfurt Lions             |
| Hátvéd | 13  | Christoph Schubert  | Ottawa Senators             |
| Hátvéd | 22  | Michael Bakos (A)   | Ingolstadt                  |
| Hátvéd | 31  | Andreas Renz (C)    | Kölner Haie                 |
| Hátvéd | 48  | Frank Hördler       | Eisbären Berlin             |
| Hátvéd | 77  | Nicolai Goc         | Hannover Scorpions          |
| Hátvéd | 91  | Moritz Müller       | Kölner Haie                 |
| Csatár | 11  | Sven Felski         | Eisbären Berlin             |
| Csatár | 15  | Travis James Mulock | EC Bad Tölz                 |
| Csatár | 16  | Michael Wolf        | Iserlohn Roosters           |
| Csatár | 17  | Jochen Hecht (A)    | Buffalo Sabres              |
| Csatár | 18  | Kai Hospelt         | EHC Wolfsburg Grizzly Adams |
| Csatár | 24  | André Rankel        | Eisbären Berlin             |
| Csatár | 26  | Daniel Kreutzer     | DEG Metro Stars             |
| Csatár | 29  | Alexander Barta     | Hamburg Freezers            |
| Csatár | 33  | Michael Hackert     | Adler Mannheim              |
| Csatár | 36  | Yannic Seidenberg   | ERC Ingolstadt              |
| Csatár | 47  | Christoph Ullmann   | Kölner Haie                 |
| Csatár | 50  | Patrick Hager       | Krefeld Pinguine            |
| Csatár | 87  | Philip Gogulla      | Kölner Haie                 |

### Oroszország[7]
- Szövetségi kapitány:  Vjacseszlav Bikov

| Poszt  | Mez | Név                    | Klub                     |
| ------ | --- | ---------------------- | ------------------------ |
| Kapus  | 1   | Alekszander Jeremenko  | Szalavat Julajev Ufa     |
| Kapus  | 30  | Ilja Brizgalov         | Phoenix Coyotes          |
| Kapus  | 83  | Vaszilij Kosecskin     | HC Lada Toljatti         |
| Hátvéd | 3   | Vitalij Visnyevszkij   | Lokomotyiv Jaroszlavl    |
| Hátvéd | 5   | Ilja Nyikulin          | Ak Barsz Kazany          |
| Hátvéd | 6   | Anton Volcsenkov       | Ottawa Senators          |
| Hátvéd | 7   | Dmitrij Kalinyin       | Phoenix Coyotes          |
| Hátvéd | 22  | Konsztantyin Kornyejev | HK CSZKA Moszkva         |
| Hátvéd | 27  | Vitalij Atyusov        | Metallurg Magnyitogorszk |
| Hátvéd | 37  | Gyenisz Grebeskov      | Edmonton Oilers          |
| Hátvéd | 45  | Vitalij Proskin        | Szalavat Julajev Ufa     |
| Hátvéd | 70  | Oleg Tverdovszkij (A)  | Szalavat Julajev Ufa     |
| Csatár | 10  | Szergej Mozjakin       | HC Atlant                |
| Csatár | 13  | Nyikolaj Zserdev       | New York Rangers         |
| Csatár | 16  | Alekszandr Perezsogin  | Szalavat Julajev Ufa     |
| Csatár | 19  | Anton Kurjanov         | Avangard Omszk           |
| Csatár | 21  | Konsztantyin Gorovikov | SZKA Szentpétervár       |
| Csatár | 23  | Alekszej Tyerescsenko  | Szalavat Julajev Ufa     |
| Csatár | 24  | Alekszandr Frolov      | Los Angeles Kings        |
| Csatár | 25  | Danisz Zaripov         | Ak Barsz Kazany          |
| Csatár | 42  | Szergej Zinovjev       | HC Dinamo Moszkva        |
| Csatár | 47  | Alekszandr Radulov     | Szalavat Julajev Ufa     |
| Csatár | 71  | Ilja Kovalcsuk (A)     | Atlanta Thrashers        |
| Csatár | 91  | Oleg Szaprikin         | HK CSZKA Moszkva         |
| Csatár | 95  | Alekszej Morozov (C)   | Ak Barsz Kazany          |

### Svájc[8]
- Szövetségi kapitány:  Ralph Krueger

| Poszt  | Mez | Név                   | Klub                |
| ------ | --- | --------------------- | ------------------- |
| Kapus  | 26  | Martin Gerber         | Toronto Maple Leafs |
| Kapus  | 66  | Ronnie Rueger         | Kloten Flyers       |
| Hátvéd | 5   | Severin Blindenbacher | ZSC Lions           |
| Hátvéd | 7   | Mark Streit (C)       | New York Islanders  |
| Hátvéd | 13  | Félicien Du Bois      | Kloten Flyers       |
| Hátvéd | 31  | Mathias Seger         | ZSC Lions           |
| Hátvéd | 54  | Philippe Furrer       | Bern                |
| Hátvéd | 57  | Goran Bezina          | Genève-Servette HC  |
| Hátvéd | 77  | Yannick Weber         | Montréal Canadiens  |
| Hátvéd | 90  | Roman Josi            | SC Bern             |
| Csatár | 10  | Andres Ambühl         | HC Davos            |
| Csatár | 14  | Roman Wick            | Kloten Flyers       |
| Csatár | 18  | Thomas Déruns         | Genève-Servette HC  |
| Csatár | 23  | Thierry Paterlini     | HC Lugano           |
| Csatár | 25  | Thibaut Monnet        | ZSC Lions           |
| Csatár | 28  | Martin Plüss          | SC Bern             |
| Csatár | 32  | Ivo Rüthemann (A)     | Bern                |
| Csatár | 35  | Sandy Jeannin (A)     | Fribourg-Gottéron   |
| Csatár | 38  | Thomas Ziegler        | SC Bern             |
| Csatár | 39  | Raffaele Sannitz      | HC Lugano           |
| Csatár | 51  | Ryan Gardner          | ZSC Lions           |
| Csatár | 67  | Romano Lemm           | HC Lugano           |
| Csatár | 86  | Julien Sprunger       | Fribourg-Gottéron   |
| Csatár | 88  | Kevin Romy            | HC Lugano           |

## C csoport

### Ausztria[9]
- Szövetségi kapitány:  Lars Bergström

| Poszt  | Mez | Név                       | Klub                  |
| ------ | --- | ------------------------- | --------------------- |
| Kapus  | 29  | Jürgen Penker             | Rögle                 |
| Kapus  | 30  | Bernd Brückler            | Espoo Blues           |
| Kapus  | 38  | Bernhard Starkbaum        | EC Villach SV         |
| Hátvéd | 4   | Gerhard Unterluggauer (C) | HC TWK Innsbruck      |
| Hátvéd | 11  | Philippe Lakos            | HC TWK Innsbruck      |
| Hátvéd | 24  | Darcy Werenka             | Vienna Capitals       |
| Hátvéd | 27  | Jeremy Rebek (A)          | EC Red Bull Salzburg  |
| Hátvéd | 32  | Andre Lakos               | Traktor Cseljabinszk  |
| Hátvéd | 39  | Martin Oraze              | EC Villach SV         |
| Hátvéd | 41  | Mario Altmann             | Vienna Capitals       |
| Hátvéd | 55  | Robert Lukas              | EHC Black Wings Linz  |
| Csatár | 8   | Roland Kaspitz            | EC Villach SV         |
| Csatár | 12  | Michael Raffl             | EC Villach SV         |
| Csatár | 14  | Andreas Nödl              | Philadelphia Phantoms |
| Csatár | 15  | Paul Schellander          | EC Klagenfurt         |
| Csatár | 18  | Thomas Koch (A)           | EC Red Bull Salzburg  |
| Csatár | 21  | Matthias Trattnig         | EC Red Bull Salzburg  |
| Csatár | 26  | Thomas Vanek              | Buffalo Sabres        |
| Csatár | 34  | Markus Peintner           | EC Villach SV         |
| Csatár | 37  | Andreas Kristler          | EC Villach SV         |
| Csatár | 45  | David Schuller            | EC Klagenfurt         |
| Csatár | 47  | Harald Ofner              | HC TWK Innsbruck      |
| Csatár | 61  | Christoph Harand          | EC Klagenfurt         |
| Csatár | 79  | Gregor Baumgartner        | EC Villach SV         |
| Csatár | 91  | Oliver Setzinger          | SCL Tigers            |

### Egyesült Államok[10]
- Szövetségi kapitány:  Ron Wilson

| Poszt  | Mez | Név                 | Klub                       |
| ------ | --- | ------------------- | -------------------------- |
| Kapus  | 31  | Robert Esche        | SZKA Szentpétervár         |
| Kapus  | 35  | Al Montoya          | Phoenix Coyotes            |
| Hátvéd | 2   | Keith Ballard       | Florida Panthers           |
| Hátvéd | 3   | Jack Johnson        | Los Angeles Kings          |
| Hátvéd | 4   | Zach Bogosian       | Atlanta Thrashers          |
| Hátvéd | 5   | Matt Niskanen       | Dallas Stars               |
| Hátvéd | 6   | Ron Hainsey (A)     | Atlanta Thrashers          |
| Hátvéd | 7   | Peter Harrold       | Los Angeles Kings          |
| Hátvéd | 15  | John-Michael Liles  | Colorado Avalanche         |
| Hátvéd | 20  | Ryan Suter          | Nashville Predators        |
| Csatár | 8   | Joe Pavelski        | San Jose Sharks            |
| Csatár | 9   | Kyle Okposo         | New York Islanders         |
| Csatár | 12  | Patrick O’Sullivan  | Edmonton Oilers            |
| Csatár | 17  | Nick Foligno        | Ottawa Senators            |
| Csatár | 18  | Christopher Higgins | Montréal Canadiens         |
| Csatár | 21  | Drew Stafford       | Buffalo Sabres             |
| Csatár | 22  | Lee Stempniak       | Toronto Maple Leafs        |
| Csatár | 23  | Dustin Brown (C)    | Los Angeles Kings          |
| Csatár | 26  | Ryan Shannon        | Ottawa Senators            |
| Csatár | 33  | Colin Wilson        | Boston University Terriers |
| Csatár | 42  | David Backes        | St. Louis Blues            |
| Csatár | 49  | Colin Stuart        | Atlanta Thrashers          |
| Csatár | 55  | Jason Blake (A)     | Toronto Maple Leafs        |
| Csatár | 74  | T. J. Oshie         | St. Louis Blues            |

### Lettország[11]
- Szövetségi kapitány:  Oleg Znarok

| Poszt  | Mez | Név                    | Csapat                     |
| ------ | --- | ---------------------- | -------------------------- |
| Kapus  | 1   | Dmitrijs Žabotinskis   | HK Liepajas Metalurgs      |
| Kapus  | 30  | Sergejs Naumovs        | Dinamo Riga                |
| Kapus  | 31  | Edgars Masaļskis       | EV Duisburg Die Füchse     |
| Hátvéd | 2   | Rodrigo Laviņš (A)     | Dinamo Riga                |
| Hátvéd | 3   | Oskars Bārtulis        | Philadelphia Phantoms      |
| Hátvéd | 7   | Kārlis Skrastiņš (C)   | Florida Panthers           |
| Hátvéd | 11  | Kristaps Sotnieks      | Dinamo Riga                |
| Hátvéd | 13  | Guntis Galviņš         | Dinamo Riga                |
| Hátvéd | 15  | Aleksandrs Jerofejevs  | Neftyehimik Nyizsnyekamszk |
| Hátvéd | 18  | Georgijs Pujacs        | Dinamo Riga                |
| Hátvéd | 22  | Oļegs Sorokins         | Dinamo Riga                |
| Hátvéd | 26  | Krišjānis Rēdlihs      | Dinamo Riga                |
| Csatár | 5   | Jānis Sprukts          | Rochester Americans        |
| Csatár | 9   | Mārtiņš Karsums        | Tampa Bay Lightning        |
| Csatár | 10  | Lauris Dārziņš         | Dinamo Riga                |
| Csatár | 12  | Herberts Vasiļjevs (A) | Krefeld Pinguine           |
| Csatár | 14  | Guntis Džeriņš         | MHC Martin                 |
| Csatár | 16  | Aleksejs Širokovs      | Dinamo Riga                |
| Csatár | 17  | Aleksandrs Ņiživijs    | Dinamo Riga                |
| Csatár | 19  | Miķelis Rēdlihs        | Dinamo Riga                |
| Csatár | 21  | Armands Bērziņš        | Dinamo Riga                |
| Csatár | 28  | Roberts Jekimovs       | Brynäs IF                  |
| Csatár | 29  | Aigars Cipruss         | Dinamo Riga                |
| Csatár | 47  | Mārtiņš Cipulis        | Dinamo Riga                |
| Csatár | 75  | Ģirts Ankipāns         | Dinamo Riga                |

### Svédország[12]
- Szövetségi kapitány:  Bengt-Åke Gustafsson

| Poszt  | Mez | Név                  | Klub                  |
| ------ | --- | -------------------- | --------------------- |
| Kapus  | 1   | Stefan Liv           | HV71                  |
| Kapus  | 30  | Johan Holmqvist      | Frölunda HC           |
| Kapus  | 50  | Jonas Gustavsson     | Färjestads BK         |
| Hátvéd | 2   | Nicklas Grossmann    | Dallas Stars          |
| Hátvéd | 4   | Johan Åkerman        | Lokomotyiv Jaroszlavl |
| Hátvéd | 6   | Magnus Johansson (A) | HC Atlant             |
| Hátvéd | 11  | Carl Gunnarsson      | Linköpings HC         |
| Hátvéd | 28  | Dick Tärnström       | AIK Hockey            |
| Hátvéd | 29  | Kenny Jönsson (C)    | Rögle BK              |
| Hátvéd | 36  | Anton Strålman       | Toronto Maple Leafs   |
| Hátvéd | 39  | Tobias Enström       | Atlanta Thrashers     |
| Csatár | 9   | Tony Mårtensson      | Ak Barsz Kazany       |
| Csatár | 10  | Martin Thörnberg     | HV71                  |
| Csatár | 14  | Patrik Berglund      | St. Louis Blues       |
| Csatár | 15  | Rickard Wallin (A)   | Färjestads BK         |
| Csatár | 16  | Johan Andersson      | Timrå IK              |
| Csatár | 20  | Joel Lundqvist       | Dallas Stars          |
| Csatár | 21  | Loui Eriksson        | Dallas Stars          |
| Csatár | 22  | Niklas Persson       | Linköpings HC         |
| Csatár | 23  | Linus Omark          | Luleå HF              |
| Csatár | 24  | Johan Harju          | Luleå HF              |
| Csatár | 26  | Marcus Nilson        | Lokomotyiv Jaroszlavl |
| Csatár | 60  | Kristian Huselius    | Columbus Blue Jackets |
| Csatár | 80  | Mattias Weinhandl    | HC Dinamo Moszkva     |

## D csoport

### Csehország[13]
- Szövetségi kapitány:  Vladimír Růžička

| Poszt  | Mez | Játékos            | Klub                     |
| ------ | --- | ------------------ | ------------------------ |
| Kapus  | 25  | Martin Prusek      | Dinamo Riga              |
| Kapus  | 33  | Jakub Štěpánek     | HC Vítkovice             |
| Kapus  | 51  | Lukáš Mensator     | HC Karlovy Vary          |
| Hátvéd | 3   | Marek Židlický (C) | Minnesota Wild           |
| Hátvéd | 5   | Roman Polák        | St. Louis Blues          |
| Hátvéd | 6   | Ondřej Němec       | HC Energie Karlovy Vary  |
| Hátvéd | 11  | Michal Barinka     | HC Vítkovice             |
| Hátvéd | 23  | Karel Rachůnek     | HC Dinamo Moszkva        |
| Hátvéd | 36  | Petr Čáslava       | HC Pardubice             |
| Hátvéd | 44  | Miroslav Blaťák    | Szalavat Julajev Ufa     |
| Csatár | 10  | Roman Červenka     | HC Slavia Praha          |
| Csatár | 12  | Aleš Kotalík       | Edmonton Oilers          |
| Csatár | 14  | Tomáš Plekanec     | Montréal Canadiens       |
| Csatár | 15  | Jan Marek          | Metallurg Magnyitogorszk |
| Csatár | 16  | Petr Čajánek (A)   | HC Dinamo Moszkva        |
| Csatár | 17  | Jaroslav Hlinka    | Linköpings HC            |
| Csatár | 19  | Milan Michálek     | San Jose Sharks          |
| Csatár | 20  | Jakub Klepiš       | Avangard Omszk           |
| Csatár | 24  | Zbyněk Irgl        | Lokomotyiv Jaroszlavl    |
| Csatár | 26  | Patrik Eliáš       | New Jersey Devils        |
| Csatár | 60  | Tomáš Rolinek      | Metallurg Magnyitogorszk |
| Csatár | 63  | Josef Vašíček      | Lokomotyiv Jaroszlavl    |
| Csatár | 68  | Jaromír Jágr (A)   | Avangard Omszk           |
| Csatár | 83  | Aleš Hemský        | Edmonton Oilers          |
| Csatár | 85  | Rostislav Olesz    | Florida Panthers         |

### Dánia[14]
- Szövetségi kapitány:  Per Bäckman

| Poszt  | Mez | Név                 | Klub                      |
| ------ | --- | ------------------- | ------------------------- |
| Kapus  | 1   | Patrick Galbraith   | SønderjyskE Ishockey      |
| Kapus  | 30  | Frederik Andersen   | Herning Blue Fox          |
| Kapus  | 31  | Sebastian Dahm      | Syracuse Crunch           |
| Hátvéd | 2   | Philip Hersby       | TOTEMPO HvIK              |
| Hátvéd | 3   | Phillip Larsen      | Frölunda HC               |
| Hátvéd | 4   | Mads Bødker         | Rögle BK                  |
| Hátvéd | 5   | Daniel Nielsen      | Herning Blue Fox          |
| Hátvéd | 7   | Jesper Damgaard (C) | Malmö Redhawks            |
| Hátvéd | 25  | Kasper Pedersen     | Frederikshavn White Hawks |
| Hátvéd | 27  | Mads Christensen    | Frederikshavn White Hawks |
| Csatár | 9   | Kasper Degn         | Bietigheim Steelers       |
| Csatár | 13  | Morten Green (A)    | Leksands IF               |
| Csatár | 15  | Kim Lykkeskov       | SønderjyskE Ishockey      |
| Csatár | 18  | Mads Christensen    | SønderjyskE Ishockey      |
| Csatár | 19  | Kim Staal (A)       | Malmö Redhawks            |
| Csatár | 21  | Thor Dresler        | Herning Blue Fox          |
| Csatár | 24  | Alexander Sundberg  | Rødovre Mighty Bulls      |
| Csatár | 29  | Morten Madsen       | Houston Aeros             |
| Csatár | 33  | Julian Jakobsen     | Odense Bulldogs           |
| Csatár | 41  | Rasmus Olsen        | AaB Ishockey              |
| Csatár | 44  | Nichlas Hardt       | Malmö Redhawks            |
| Csatár | 61  | Jesper Jensen       | Frederikshavn White Hawks |
| Csatár | 89  | Mikkel Bødker       | Phoenix Coyotes           |
| Csatár | 93  | Peter Regin         | Binghamton Senators       |

### Finnország[15]
- Szövetségi kapitány:  Jukka Jalonen

| Poszt  | Mez | Név                  | Klub                |
| ------ | --- | -------------------- | ------------------- |
| Kapus  | 31  | Karri Rämö           | Tampa Bay Lightning |
| Kapus  | 34  | Juuso Riksman        | Jokerit Helsinki    |
| Kapus  | 35  | Pekka Rinne          | Nashville Predators |
| Hátvéd | 3   | Petteri Nummelin (A) | HC Lugano           |
| Hátvéd | 4   | Ville Koistinen      | Nashville Predators |
| Hátvéd | 5   | Lasse Kukkonen       | Philadelphia Flyers |
| Hátvéd | 6   | Topi Jaakola         | Södertälje SK       |
| Hátvéd | 21  | Janne Niskala        | Frölunda HC         |
| Hátvéd | 28  | Anssi Salmela        | Atlanta Thrashers   |
| Hátvéd | 33  | Mikko Lehtonen       | Timrå IK            |
| Hátvéd | 44  | Janne Niinimaa       | SCL Tigers          |
| Csatár | 8   | Hannes Hyvönen       | HC Dinamo Minszk    |
| Csatár | 14  | Niklas Hagman        | Toronto Maple Leafs |
| Csatár | 20  | Antti Miettinen      | Minnesota Wild      |
| Csatár | 22  | Tommi Santala        | Kloten Flyers       |
| Csatár | 24  | Sami Kapanen (C)     | KalPa Kuopio        |
| Csatár | 26  | Jarkko Immonen       | JYP Jyvaskyla       |
| Csatár | 29  | Kalle Kerman         | Jokerit Helsinki    |
| Csatár | 37  | Mika Pyörälä         | Timrå IK            |
| Csatár | 39  | Niko Kapanen         | Ak Barsz Kazany     |
| Csatár | 41  | Leo Komarov          | Pelicans Lahti      |
| Csatár | 49  | Tuomas Pihlman       | JYP Jyvaskyla       |
| Csatár | 51  | Juha-Pekka Hytönen   | JYP Jyvaskyla       |
| Csatár | 73  | Jarkko Ruutu (A)     | Ottawa Senators     |
| Csatár | 82  | Ville Vahalahti      | TPS Turku           |

### Norvégia[16]
- Szövetségi kapitány:  Roy Johansen

| Poszt  | Mez | Név                   | Klub                   |
| ------ | --- | --------------------- | ---------------------- |
| Kapus  | 30  | Ruben Smith           | Storhamar Dragons      |
| Kapus  | 33  | Pål Grotnes           | Stjernen               |
| Kapus  | 34  | Andre Lysenstøen      | Stavanger Oilers       |
| Hátvéd | 5   | Juha Kaunismäki       | Stavanger Oilers       |
| Hátvéd | 6   | Jonas Holøs           | Färjestads BK          |
| Hátvéd | 7   | Tommy Jakobsen (C)    | Graz 99ers             |
| Hátvéd | 23  | Mats Trygg (A)        | Kölner Haie            |
| Hátvéd | 36  | Lars Erik Lund        | Vålerenga Ishockey     |
| Hátvéd | 47  | Alexander Bonsaksen   | Vålerenga              |
| Hátvéd | 54  | Anders Myrvold        | Stavanger Oilers       |
| Csatár | 8   | Mads Hansen (A)       | Brynäs IF              |
| Csatár | 9   | Marius Holtet         | Färjestads BK          |
| Csatár | 10  | Lars Erik Spets       | Vålerenga Ishockey     |
| Csatár | 14  | Peter Lorentzen       | Rögle BK               |
| Csatár | 19  | Per-Åge Skrøder       | Modo Hockey            |
| Csatár | 20  | Anders Bastiansen     | Färjestads BK          |
| Csatár | 21  | Morten Ask            | EV Duisburg Die Füchse |
| Csatár | 22  | Martin Røymark        | Sparta Warriors        |
| Csatár | 26  | Kristian Forsberg     | Storhamar Dragons      |
| Csatár | 29  | Tore Vikingstad       | Hannover Scorpions     |
| Csatár | 35  | Martin Laumann Ylven  | Linköpings HC          |
| Csatár | 41  | Patrick Thoresen      | HC Lugano              |
| Csatár | 48  | Mats Zuccarello Aasen | Modo Hockey            |